# Lothar Bakker
Lothar Bakker (* März 1949) ist ein deutscher Provinzialrömischer Archäologe.

## Leben
Nach Abschluss seines Studiums in Bonn bei der Außenstelle Koblenz des Rheinland-Pfälzischen Landesamts für Denkmalpflege übernahm Bakker als Nachfolger von Gerd Rupprecht und Jörg Heiligmann am 1. Januar 1982 die im Jahre 1978 gegründete Forschungsstelle für provinzialrömische Archäologie in Augsburg.
Im Sommer 1989 wurde Bakker nach der Pensionierung des ehemaligen Museumsleiters Leo Weber die Leitung des Römischen Museums übertragen. Dieses Amt übte Bakker schließlich bis zu seiner Pensionierung am 30. Juni 2014 aus. In den letzten fünf Jahren seiner Amtszeit arbeitete er aus gesundheitlichen Gründen allerdings ganz in der Forschung und überließ das „Tagesgeschäft“ seinen Stellvertretern. Bakkers Hauptforschungsgebiete sind die rädchenverzierte Argonnensigillata sowie die Archäologie des römischen Augsburgs (Augusta Vindelicum) und seiner Umgebung.
In seiner mehr als 30 Jahre dauernden Tätigkeit für die Stadt Augsburg baute er die städtische Archäologie zur größten Kommunalarchäologie in Bayern aus. Mehr als 300 Notgrabungen wurden in dieser Zeit durchgeführt. Die dabei entdeckten Funde lieferten wertvolle Erkenntnisse zur Geschichte Augsburgs und trugen wesentlich zur Aufklärung bisher unbekannter Zusammenhänge bei. Die Ergebnisse veröffentlichte Bakker in zahlreichen Schriftreihen und Aufsätzen.
Ein großes Anliegen von Bakker war und ist es, der breiten Öffentlichkeit die Inhalte der Archäologie zu vermitteln. Er veranstaltete deshalb mehrere Sonderausstellungen im Römischen Museum und leitete unzählige Grabungs- und Museumsführungen an. Mehr als 20 Jahre (bis 2013) war Bakker zudem als Lehrbeauftragter an der Universität Augsburg am Lehrstuhl für Alte Geschichte tätig. Heute wirkt er weiter als Dozent an der Augsburger Volkshochschule.
Neben diesen Tätigkeiten ist Bakker seit 1994 Mitglied der Schwäbischen Forschungsgemeinschaft. Des Weiteren ist er 1. Vorsitzender des 2006 auf seine Initiative hin gegründeten Vereins PRO AVGVSTA – Für Archäologie in Augsburg e. V. Dieser mehr als 180 Mitglieder zählende Verein unterstützt die Stadtarchäologie und das Römische Museum.

## Bedeutende Grabungen
Die nachfolgende Aufzählung beinhaltet eine Auswahl an bedeutenden archäologischen Grabungen, die unter der Leitung von Lothar Bakker unternommen wurden.
- frührömisches Vexillationslager nordöstlich des Augsburger Domes
- Gräberfeld bei St. Ulrich und Afra
- vorgeschichtliche Fundplätze auf der Haunstetter Niederterrasse
- Gräber der römischen munizipalen Führungsschicht in Oberhausen
- mittelkaiserzeitliche Markthalle bei St. Stephan
- vorromanischer Chor der Jakobskapelle bei St. Ulrich
- Fundamente der ältesten Stadtbibliothek Deutschlands von 1562/63 im Annahof
- Grabungen in der Jakobervorstadt beim Gänsbühl (Fund des Augsburger Siegesaltares)